# 수시력
수시력(授時曆)은 원대에 실시되었던 역법이다. 중국의 역법 중 가장 훌륭한 일력이다. 원나라 세조의 명에 의하여 곽수경(郭守敬) 등이 아라비아역과 천문의기(天文儀器)의 천체 관측에 의해서 5년 만에 제작했다. 1280년 이 신력을 수시력으로 명명하고 이듬해 반포했다. 1년의 길이는 오늘날의 그레고리오력과 같으며 명대(明代)에도 대통력(大統暦)이란 이름으로 사용되었다.